# Preisz Zoltán
Preisz Zoltán (Marosvásárhely, 1925. szeptember 27. – Budapest, 1957. május 10.) szerszámlakatos, rendőrtiszt. Az 1956-os forradalom és szabadságharcban való részvételéért kivégezték.

## Életpályája
Szülei: Preisz Manó és Fischer Magdolna voltak. Pálházi Ferenc és bűntársai elleni perben indítottak eljárást Preisz Zoltán ellen is. 1956. november 1-én Tiszapalkonyai rabmunkahelyéről kiszabadult. 1956. november 2-án társával részt vett a fegyveres harcokban. 1956. november 4-én felismerte Sarkadi István ügyészt, akit elfogtak, majd Fodor Pál főhadnaggyal együtt agyonlőtték. 1956. november 29-én kiszökött Ausztriába, majd másnap törvénytelenül tért vissza Magyarországra. 1957. január 2-án letartóztatták. 1957. május 7-én a Legfelsőbb Bíróság Molnár László (1904–1989) vezetésével első fokon halálra ítélte. A kivégzés módja akasztás volt.
Sírja az Új köztemetőben található (298-22-28).